# Un abogado rebelde
Un abogado rebelde (en inglés Rogue Lawyer) es una novela de John Grisham. Fue lanzado en tapa dura, tapa blanda con letra grande, libro electrónico, audiolibro en disco compacto y audiolibro descargable el 20 de octubre de 2015. Es un thriller legal sobre el abogado callejero poco convencional Sebastian Rudd. En noviembre de 2015, la novela estuvo en la cima del Best Seller de ficción del New York Times durante dos semanas. El nombre "Max Mancini", el adversario del fiscal municipal de Rudd en la historia, fue elegido como resultado de una subasta de recaudación de fondos para la organización benéfica Reprieve.
La lectura del libro del 4 de febrero de 2016 fue el último libro leído en The Radio Reader antes de la muerte del presentador Dick Estell el 5 de mayo.

## Trama
Sebastian Rudd es un abogado callejero, pero no el típico abogado callejero. Su oficina es una camioneta negra a prueba de balas personalizada, con Wi-Fi, un bar, una pequeña nevera y sillas de cuero fino. No tiene firma, ni socios, y solo un empleado: su conductor fuertemente armado, que solía ser su cliente, y que también resulta ser su guardaespaldas, asistente legal, confidente, caddie de golf y su único amigo. Sebastian bebe bourbon en lotes pequeños y lleva una pistola. Su hermosa exesposa también es abogada y ella lo dejó por otra mujer cuando aún estaban casados. Solo ve a su hijo 36 horas al mes y su exesposa quiere detener todas las visitas. Defiende a personas a las que otros abogados no se acercarán: un niño tatuado y drogadicto que, según se rumorea, pertenece a una secta satánica y está acusado (falsamente) de asesinar a dos niñas; un señor vicioso y criminal en espera en el corredor de la muerte que acaba escapando ante los ojos de Rudd; un propietario arrestado por disparar contra un equipo SWAT que invadió por error su casa y mató a su esposa y perros; un luchador de artes marciales mixtas previamente financiado por Rudd que mató a un árbitro después de perder una pelea. Entre estas aventuras, es contactado por un secuestrador y asesino en serie que está involucrado en la trata de personas, y conoce el paradero de la hija desaparecida del asistente del jefe de policía.